# Thermolampe
Le thermolampe est le nom du dispositif d'éclairage inventé en 1799 par Philippe Lebon, qui utilise la distillation du bois pour produire un gaz inflammable, le gaz de bois, acheminé dans les pièces pour produire de la lumière.